# 1220年代
1220年代（せんにひゃくにじゅうねんだい）は、西暦（ユリウス暦）1220年から1229年までの10年間を指す十年紀。

## できごと

### 1220年
- 慈円が愚管抄を著す。

### 1221年
- 順徳天皇が譲位、第85代仲恭天皇が即位。
- 承久の乱。
- 仲恭天皇が廃位され、第86代後堀河天皇が即位。

### 1223年
- カルカ河畔の戦いにおいて、ルーシ・ポロヴェツ連合軍がモンゴル帝国軍に敗れる。

### 1224年
- 北条泰時が鎌倉幕府第3代執権に就任。

### 1226年
- 藤原頼経が鎌倉幕府第4代将軍となる。

### 1227年
- チンギス・ハーンが西夏遠征中に死去。
- モンゴルに西夏が滅ぼされる。